# Baoji
Baoji (en chino, 宝鸡; pinyin, Bǎojī (escuchar)ⓘ) es una ciudad-prefectura en la provincia de Shaanxi, República Popular de China. Limita al norte con Qingyang, al sur con Hanzhong, al oeste con Tianshui y al este con Xianyang. Su área es de 18 116 km² y su población total para 2010 superó los 3,7 millones de habitantes. 

## Administración
La ciudad prefectura de Baoji se divide en 11 localidades que se administran en 3 distrito urbano y 8 condados rurales;
- Distrito Weibin 渭滨区
- Distrito Jintai 金台区
- Distrito Chencang 陈仓区
- Condado Fengxiang 凤翔县
- Condado Qishan 岐山县
- Condado Fufeng 扶风县
- Condado Mei 眉县
- Condado Long 陇县
- Condado Linyou 麟游县
- Condado Feng 凤县
- Condado Taibai 太白县

## Toponimia
Según cuenta la leyenda;  para el año 757, los rebeldes invadieron Chang'an, (la capital imperial) con una fuerza abrumadora, y el emperador Xuanzong de la dinastía Tang huyó a toda prisa. Después de escapar a Chencang (nombre antiguo de Baoji), los rebeldes lo obligaron a ir a las montañas y lo acorralaron. Inesperadamente, un faisán llegó en ese momento, dando vueltas y cantando, con tal asombro, los rebeldes huyeron y el emperador quedó a salvo. Más tarde, el faisán se paró en una montaña local y se convirtió en un faisán de piedra. Por lo que el topónimo Baoji [/Báo-Chi/] viene de "El canto del faisán de piedra" Bao (piedra preciosa) y Ji (faisán), un signo de auspicio.
En la dinastía Tang, la montaña Jifeng en el sureste de la ciudad tenía un signo auspicioso "El canto del faisán de piedra" y Chencang  se renombró como Baoji.

## Geografía
Tiene una población de 3.670.000 según el censo de 2001 de China, por lo que es la ciudad número 25 más grande en China, con una superficie de 18.172 km². Rodeada en tres lados por montañas, Baoji está en un valle de apertura hacia el este. Su ubicación es estratégica, el control de un pase en las montañas de Qinling, entre el valle de Wei y la parte alta del río Han, en chino río Chia-Ling, (嘉陵江). Por Baoji está la antigua Ruta de la Seda del Norte, la ruta más septentrional de cerca de 2600 kilómetros de longitud, que unía la antigua capital china de Xian.

## Historia
La ciudad prospera desde principios de la dinastía Tang, que tiene sus raíces de 2,000 a.c. y hoy es un gran centro industrial. La ciudad de Baoji tuvo su Ferrocarril por primera vez en 1937 y han sido claves para su crecimiento moderno. Baoji también se considera la puerta de enlace entre el oeste y el este de China. En la ciudad se encuentra el templo Fa Men. Se cree que en aquel lugar está uno de los huesos de los dedos de Buda. En la zona de Baoji vivía la legendaria Yandi, uno de los antepasados de los han. Su tumba se encuentra en la parte sur de la ciudad y su templo se encuentra en el norte.